# 鄭鵬程
郑鹏程（约1760年—1820年），字登衢、一字人蔚，号松谷。福建閩縣人。清朝官員。

## 生平
家住三坊七巷洗银营。嘉庆元年（1796年）中进士。历官户部云南司主事、江南司员外郎、山东司郎中，署临江府知府，授袁州、常德府知府。

## 著作
著作有《聊以补拙斋集》。

## 后代
子鄭世恭，孙守诚、守廉、守孟皆成进士。